# Чемпіонат світу з трекових велоперегонів 1996
Чемпіонат світу з трекових велоперегонів 1996 проходив з 28 серпня по 1 вересня 1996 року в Манчестері, Велика Британія. Усього на чемпіонаті розіграли 12 комплектів нагород — 8 у чоловіків та 4 у жінок.

## Медалісти

### Чоловіки
| Дисципліна                         | Золото                                                                           | Срібло                                                                  | Бронза                                                                 |
| Спринт                             | Флоріан Руссо                                                                    | Марті Нотштайн                                                          | Дерін Хілл                                                             |
| Гіт на 1000 м                      | Шейн Келлі (1:02.777)                                                            | Сорен Лаусберг (1:02.795)                                               | Ян ван Ейден (1:04.541)                                                |
| Індивідуальна гонка переслідування | Кріс Бордмен (4:11.114 WR)                                                       | Андреа Колінеллі (4:20.341)                                             | Франсіс Моро (4:19.665)                                                |
| Командна гонка переслідування      | Італія Андреа Колінеллі Адлер Капеллі Крістіано Сіттон Мауро Трентіні (4:02.752) | Франція Філіп Ермено Жан-Мішель Монін Франсіс Моро сіріл Бос (4:04.539) | Німеччина Ґвідо Фульст Торстен Рунд Хайко Сзон Даніло Хондо (4:05.463) |
| Командний спринт                   | Австралія Дерін Хілл Шейн Келлі Гарі Нейванд (44.804)                            | Німеччина Єнс Фідлер Міхаель Хюбнер Сорен Лаусберг (45.455)             | Франція Лорен Ґане Флоріан Руссо Ерве Тюе (45.810)                     |
| Кейрін                             | Марті Нотштайн (10.982)                                                          | Гарі Нейванд                                                            | Фредерік Маньє                                                         |
| Гонка за очками                    | Хоан Лланерас (29)                                                               | Мікаель Сендстод (29)                                                   | Сільвіо Мартінелло (45) -1 коло                                        |
| Медісон                            | Італія Сільвіо Мартінелло Марко Вілла (34)                                       | Австралія Скотт Мак-Ґрорі Стівен Пейт (25)                              | Німеччина Андреас Каппес Карстен Вольф (23)                            |

### Жінки
| Дисципліна                         | Золото                   | Срібло                        | Бронза                        |
| Спринт                             | Фелісія Баланже          | Аннет Нойман                  | Магалі Фор                    |
| Гіт на 500 м                       | Фелісія Баланже (34.829) | Аннет Нойман (35.202)         | Мішель Феріс (35.694)         |
| Індивідуальна гонка переслідування | Маріон Кліньє (3:31.023) | Люсі Тайлер-Шерман (3:36.411) | Антонелла Беллутті (3:33.917) |
| Гонка за очками                    | Світлана Самохвалова(28) | Джейн Квіґлі (18)             | Гульнара Фаткуліна (16)       |

## Загальний медальний залік
| Місце  | Країна          | Золото | Срібло | Бронза | Загалом |
| ------ | --------------- | ------ | ------ | ------ | ------- |
| 1      | Франція         | 4      | 1      | 4      | 9       |
| 2      | Австралія       | 2      | 3      | 2      | 7       |
| 3      | Італія          | 2      | 1      | 2      | 5       |
| 4      | США             | 1      | 2      |        | 3       |
| 5      | Росія           | 1      |        | 1      | 2       |
| 6      | Велика Британія | 1      |        |        | 1       |
| 6      | Іспанія         | 1      |        |        | 1       |
| 8      | Німеччина       |        | 4      | 3      | 7       |
| 9      | Данія           |        | 1      |        | 1       |
| Всього | Всього          | 12     | 12     | 12     | 36      |